# 入門コンピュータ科学
『入門コンピュータ科学』(原題：Computer Science An Overview)は、J. Glenn Brookshearによって書かれたコンピュータ科学の入門書である。
初版は1985年に出版され、現在までに10回の改訂を重ねている。UCバークレイやハーバード大学など全米126校の第一学年（または第二学年）で自然科学の教科書として採用されている。
ITを支える技術と理論について、その基礎知識を幅広く掲載している。
第11版ではじめて日本語に訳された。訳者は神林靖と長尾高弘。

## 主な内容
1. データストレージ
2. データ操作
3. オペレーティングシステム
4. ネットワークとインターネット
5. アルゴリズム
6. プログラミング言語
7. ソフトウエア工学
8. データ抽象
9. データベースシステム
10. コンピュータグラフィックス
11. 人工知能
12. 計算の理論